# Eublepharis pictus
Eublepharis pictus — вид геконоподібних ящірок родини еублефарових (Eublepharidae). Описаний у 2022 році.

## Поширення
Ендемік Індії. Вид поширений в Східних Гатах в штатах Андхра-Прадеш і Одіша.

## Опис
Ящірка середнього розміру, завдовжки 117 мм (не враховуючи хвоста), з 23–26 рядами великих плоских, схожих на горбок помірно кілеподібних лусочок на спинці, змішаних із набагато меншими лусочками, одна бліда смуга між потиличною петлею та каудальним відділом.